# Lista de descendentes de Carlos I de Inglaterra
Carlos I de Inglaterra foi o segundo monarca da então recém-entronizada Casa de Stuart e teve numerosos descendentes. Carlos I foi o segundo filho de Jaime I, tendo tornado-se herdeiro aparente ao trono conjunto de Inglaterra, Irlanda e Escócia após a morte de seu irmão mais velho em 1612. Posteriormente, Carlos I casou-se com Henriqueta Maria de França, da Casa de Bourbon, num acordo político entre os dois reinos. 
Seu reino é conhecido pelos conflitos com o Parlamento, resultando no fim de sua prerrogativa real. Carlos acreditava no direito divino dos reis, indo de contra aos ideais de muitos de seus súditos e levando-os a creditar suas medidas como tirania e absolutismo. Suas políticas religiosas, aliadas ao seu casamento com uma princesa católica romana, colocaram-no como opositor principal do Puritanismo e do Calvinismo. A maioria de suas ações enquanto monarca, portanto, acabaram por deteriorar sua imagem pública e culminaram na sua deposição e eventual execução em 1649. 
A maioria de seus descendentes reinou sobre o Reino de Inglaterra, chegando até Ana I, a primeira monarca do Reino Unido da Grã-Bretanha, que era sua neta. Através de sua filha mais nova, Henriqueta Ana, Carlos I é ancestral de parte dos monarcas franceses (da Casa de Bourbon) e dos soberanos da Sardenha (da Casa de Saboia). Já no século XIX, sua descendência expandia uma totalidade de quatro diferentes monarquias europeias. 
A maioria dos nobres europeus da atualidade são descendentes diretos de Carlos I, como Juan Carlos da Espanha, Filipe da Bélgica e Henrique de Luxemburgo. Enquanto Isabel II do Reino Unido, Guilherme-Alexandre dos Países Baixos e Margarida II da Dinamarca traçam sua ascendência ao monarca inglês através de consanguinidade colateral. Carlos I é também ancestral comum de Diana, Princesa de Gales e, portanto, de Guilherme, Príncipe de Gales e Henrique, Duque de Sussex (primeiro e quinto na linha de sucessão ao trono britânico, respectivamente).

## Descendentes de Carlos I

### Filhos
| Descendente | Descendente                             | Nascimento                                                                             | Casamento e descendência                                                                                    | Morte                  |
| ----------- | --------------------------------------- | -------------------------------------------------------------------------------------- | --- | ---------------------- |
|             | Carlos II Rei de Inglaterra             | 29 de maio de 1630 Palácio de St. James — ♦ — filho de Carlos I e Henriqueta Maria     | Catarina Henriqueta de Bragança 21 de maio de 1662 12 filhos                                                | 6 de fevereiro de 1685 |
|             | Maria Princesa Real Princesa de Orange  | 4 de novembro de 1631 Palácio de St. James — ♦ — filha de Carlos I e Henriqueta Maria  | Guilherme II, Príncipe de Orange 2 de maio de 1641 1 filho                                                  | 24 de dezembro de 1660 |
|             | Jaime II Rei de Inglaterra              | 14 de outubro de 1633 Palácio de St. James — ♦ — filho de Carlos I e Henriqueta Maria  | Ana, Duquesa de Iorque 3 de setembro de 1660 2 filhos — ♦ — Maria de Módena 23 de novembro de 1673 4 filhos | 16 de setembro de 1701 |
|             | Isabel Princesa de Inglaterra e Escócia | 28 de dezembro de 1635 Palácio de St. James — ♦ — filha de Carlos I e Henriqueta Maria | – | 8 de setembro de 1650  |
|             | Henrique Stuart Duque de Gloucester     | 8 de julho de 1640 Palácio de Oatlands — ♦ — filho de Carlos I e Henriqueta Maria      | – | 13 de setembro de 1660 |
|             | Henriqueta Ana Duquesa de Orleães       | 16 de junho de 1644 Bedford House — ♦ — filha de Carlos I e Henriqueta Maria           | Filipe, Duque de Orleães Junho de 1660 3 filhos                                                             | 30 de junho de 1670    |

### Descendência por Carlos II
- Carlos I (1600-1649) e  Henriqueta Maria (1609-1669)
  -  Carlos II de Inglaterra (1630-1685)
    - Jaime Scott, Duque de Monmouth
    - Carlos, Conde de Plymouth
    - Carlos FitzRoy, Duque de Cleveland
    - Charlotte Lee, Condessa de Lichfield
    - Henry FitzRoy, Duque de Grafton
    - George FitzRoy, Duque de Northumberland
    - Carlos Beauclerk, Duque of St Albans
    - Carlos Lennox, Duque de Richmond

### Descendência por Maria, Princesa Real
- Carlos I (1600-1649) e  Henriqueta Maria (1609-1669)
  - Maria, Princesa Real (1631-1660)
    -  Guilherme III de Inglaterra (1650-1702)

### Descendência por Jaime II
- Carlos I (1600-1649) e  Henriqueta Maria (1609-1669)
  -  Jaime II de Inglaterra (1633-1701)
    -  Maria II de Inglaterra
    -  Ana da Grã-Bretanha
      - Guilherme, Duque de Gloucester

    - Jaime FitzJames, Duque de Berwick
      - Jaime FitzJames, 2.º Duque de Berwick

    - Jaime Francisco Eduardo Stuart
      - Carlos Eduardo Stuart
        - Carlota Stuart, Duquesa de Albany
          - Carlos Eduardo Stuart, Conde Roehenstart

      -  Henrique Benedito Stuart

    - Luísa Maria Teresa Stuart

### Descendência por Henriqueta Ana
- Carlos I (1600-1649) e  Henriqueta Maria (1609-1669)
  -  Henriqueta Ana, Duquesa de Orleães (1644-1670)
    -  Maria Luísa de Orleães (1662-1689)
    -  Ana Maria de Orleães (1669-1728)
      -  Maria Adelaide de Saboia (1685–1712)
        -  Luís, Duque da Britânia (1704-1705)
        -  Luís, Duque da Bretanha (1707-1712)
        -  Luís XV de França (1710-1774)
          - Luísa Isabel, Duquesa de Parma (1727-1759)
            - Fernando, Duque de Parma (1751-1802)
            -  Maria Luísa de Parma (1751-1819)
              -  Carlota Joaquina de Bourbon (1775-1830)
                - Maria Teresa, Princesa da Beira
                - Francisco, Príncipe da Beira
                - Maria Isabel de Bragança
                -  Pedro I do Brasil (e seus descendentes)
                  -  Maria II de Portugal
                    -  Pedro V de Portugal
                    -  Luís I de Portugal
                      -  Carlos I de Portugal
                        -  Luís Filipe, Príncipe Real
                        -  Manuel II de Portugal

                  -  Januária, Condessa de Áquila
                  -  Paula de Bragança
                  -  Francisca, Princesa de Joinville
                  -  Pedro II do Brasil (e seus descendentes)
                  -  Maria Amélia de Bragança
                  - Rodrigo Delfim Pereira
                  -  Isabel Maria, Duquesa de Goiás
                  -  Maria Isabel, Condessa de Iguaçu

                - Maria Francisca de Bragança
                - Isabel Maria de Bragança
                -  Miguel I de Portugal
                - Maria da Assunção de Bragança
                - Ana de Jesus Maria de Bragança
                  - Augusto, 3.º Conde da Azambuja

      - Vítor Amadeu, Príncipe de Piemonte (1699–1715)
      -  Carlos Emanuel III da Sardenha (1701–1773)
        - Vítor Amadeu, Duque de Aosta
        -  Vítor Amadeu III da Sardenha (1726–1796)
          -  Carlos Emanuel IV da Sardenha (1751-1819)
          -  Vítor Emanuel I da Sardenha (1759-1824)
          -  Carlos Félix da Sardenha (1765-1831)
          -  Maria Teresa de Saboia (1756-1805)
            -  Luís Antônio, Duque de Angolema (1775-1844)
            -  Carlos Fernando, Duque de Berry (1778-1820)
              -  Luísa, Duquesa de Parma e Placência (1819-1864)
                - Margarida de Bourbon-Parma (1847-1893)
                -  Roberto I de Parma (1848-1907)
                -  Alice, Grã-Duquesa da Toscana (1849-1935)
                - Henrique, Conde de Bardi (1851-1905)

              -  Henrique, Conde de Chambord (1820-1883)

        -  Leonor de Saboia
        -  Maria Luísa de Saboia
        -  Maria Felicidade de Saboia
        -  Emanuel Felisberto, Duque de Aosta
        -  Carlos, Duque de Aosta
        -  Maria Vitória de Saboia
        -  Benedito, Duque de Chablais